# Eurema smilax
Eurema smilax é uma pequena borboleta Pieridae encontrada na Austrália, incluindo na Ilha de Lord Howe. Ela está presente também em Java.
A envergadura é de cerca de 30 mm. As superfícies superiores das asas são amarelas, com uma faixa preta em volta da borda, e um ponto preto perto do meio. A parte inferior são de cor amarela com variável de marrom.
As larvas foram registadas alimentando-se de Cássia fístula, Neptunia monosperma, Neptunia gracilis, Senna acclinis, Senna coriacea, Senna coronilloides, Cassia nemophila, Senna artemisioides petiolaris e Senna guadichaudii.